# 코스콤
코스콤(Koscom)은 증권 및 파생상품 시장과 증권회사를 비롯한 금융업계의 각종 전산 인프라를 효율적으로 구축하고 운용하는 전산전문회사로 금융위원회의 관리감독을 받는 증권유관기관이다. 1977년 9월 한국증권전산(주)로 창립되어, 2005년 5월 (주)코스콤으로 회사명을 변경하였다. 서울특별시 영등포구 여의나루로 76(여의도동 33)에 위치하고 있다.

## 연혁
- 1977년 9월 창립(자본금 1억원: 증권거래소 100%)
- 1978년 4월 증권선물거래소 전산업무 인수
- 1979년 7월 증권 시세게시 시스템 가동
- 1980년 8월 증권정보문의시스템 가동
- 1983년 2월 증권공동온라인시스템 가동
- 1985년 6월 증권종합정보문의시스템 가동
- 1985년 11월 영업점 주가TV시스템 가동
- 1988년 3월 증권자동매매체결시스템 가동
- 1989년 10월 증권공동ARS 가동
- 1990년 7월 종합증권시스템(SUCCESS) 가동
- 1991년 10월 증권망(STOCK-NET) 가동
- 1992년 1월 증권시장 개방에 따른 외국인 주식 한도관리시스템 가동
- 1993년 3월 증권종합정보 V2 시스템 가동
- 1994년 3월 증권공시정보 단말시스템 가동
- 1994년 7월 외국인 채권 한도관리 업무 가동
- 1995년 12월 장외정보 공시 시스템 가동
- 1996년 5월 주가지수선물 거래시스템 가동
- 1996년 7월 장외주식 매매체결시스템 가동
- 1996년 11월 시스템2000 가동(신공동온라인. 신매매체결시스템)
- 1997년 7월 주가지수옵션 거래시스템 가동
- 1997년 9월 주식매매체결 완전 전산화 가동
- 1998년 1월 증권종합온라인시스템(SAVE+) 가동
- 1998년 9월 사이버 증권거래시스템 가동
- 1998년 11월 채권시가평가시스템 가동
- 1999년 2월 국채전문딜러시스템 가동
- 1999년 4월 외환전산망 증권중개센터 가동
- 1999년 12월 백업 및 인증센터 개원
- 2000년 4월 국채 및 신채권시스템 가동
- 2000년 10월 코스닥 증권시장 백업센터 개원
- 2001년 1월 CSM센터 개원
- 2001년 12월 ECN시장 전산시스템 가동
- 2002년 1월 개별주식옵션시장 전산시스템 가동
- 2002년 2월 종합증권업무시스템 BASE21 가동. REPO 시장 전산시스템 가동
- 2002년 3월 주식 매매체결시스템 사이트백업 가동
- 2002년 7월 네트워크 백업센터 가동
- 2003년 2월 증권분야 금융 ISAC 가동
- 2003년 3월 고객지원센터 가동
- 2004년 4월 중국 강남증권 고객원장시스템 가동
- 2004년 8월 KOSMOS 가동
- 2005년 5월 회사명 및 CI 변경
- 2007년 2월 차세대증권시스템 PowerBase 가동
- 2007년 4월 금융ISAC 통합보안관제센터 확장오픈
- 2007년 8월 선물통합시스템 가동. 소매채권시스템 가동
- 2007년 11월 퇴직연금 신시스템 가동
- 2007년 12월 채권장외호가집중시스템 가동
- 2008년 3월 말레이시아증권거래소 채권거래시스템 가동
- 2008년 4월 신정보DB시스템 가동
- 2008년 5월 차세대시스템(PowerBase) 구축 이행 완료
- 2008년 7월 돈육선물시스템 가동
- 2009년 3월 한국거래소 차세대시스템 EXTURE 가동
- 2010년 6월 공동 전자문서관리시스템(Power Docu)가동
- 2010년 8월 Eurex연계거래 가동
- 2010년 9월 통합보안관제센터 구축
- 2014년 3월 EXTURE+ 매매시스템 가동
- 2015년 8월 태국증권거래소 파생청산결제시스템 가동
- 2015년 10월 CHECK Expert+ 가동
- 2016년 2월 아제르바이잔 시장시스템 가동
- 2016년 8월 우즈베키스탄 증시현대화 시스템 가동
- 2016년 8월 금융권 및 자본시장 공동 오픈API 플랫폼 개통
- 2016년 9월 로보어드바이저 테스트베드 사무국 운영
- 2016년 10월 인도네시아 Koscom-Hub 가동
- 2017년 3월 스타뱅크와 합작회사(JV) '한국어음중개' 설립

- 2017년 4월 서민금융진흥원 개인보증시스템 통합 구축
- 2017년 6월 한국신용정보원 대내외연계시스템 구축
- 2017년 7월 KSM(KRX Startup Market) 등록추천기관 선정
- 2017년 9월 클라우드 R&D Zone 서비스 오픈
- 2017년 11월 정지석 대표이사 취임
- 2020년 12월 홍우선 대표이사 취임
- 2024년 9월 윤창현 대표이사 취임

## 같이 보기
- 한국거래소
- 한국예탁결제원
- 금융보안원